# La Liga-díjak
A La Liga-díjak (La Liga Awards) az adott szezon legjobbjainak vélt játékosait díjazták spanyol élvonalbeli bajnokság adott idényében. A díjakat általában a bajnokság végét követően adták át, ahol a legjobb játékost, a legjobb edzőt, a legjobb kapust, legjobb védőt, legjobb középpályást, és a legjobb csatárt díjazták.

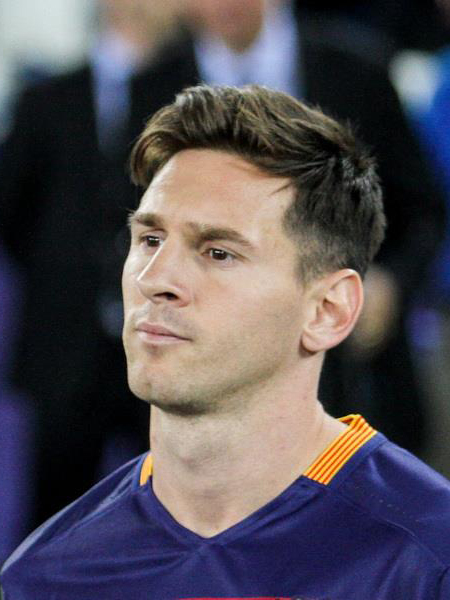
A Barcelona korábbi csatára, Lionel Messi uralta a La Liga legjobb játékosának és legjobb csatárának járó díjat, 9 illetve 10 győzelemmel.

A Barcelona játékosai 32 díjat nyertek összesen 6 kategóriában. Ebben a tekintetben Lionel Messi a La Liga legjobbja, aki hatszor lett a legjobb játékosa, hétszer pedig a legjobb csatára.
A Barcelona játékosa Andrés Iniesta a legjobb középpályás 5 díjjal. A Barcelona edzőjeként Pep Guardiola négyszer volt a legjobb edző. A Real Madrid védője Sergio Ramos négy alkalommal volt a legjobb védő. A legjobb kapus a győzelmeket tekintve Iker Casillas a Real Madrid kapusaként, és Víctor Valdés mint a Barcelona kapusa, ők egyaránt 2–2 győzelemmel büszkélkedhetnek.
A díjak többsége a 2015–16-os szezon után megszűnt.

## Évente átadott díjak

### A szezon játékosa
| Szezon  | Díjazott              | Klub            | Hiv.   |
| ------- | --------------------- | --------------- | ------ |
| 2008–09 | Lionel Messi          | Barcelona       | [ 2 ]  |
| 2009–10 | Lionel Messi          | Barcelona       | [ 2 ]  |
| 2010–11 | Lionel Messi          | Barcelona       | [ 2 ]  |
| 2011–12 | Lionel Messi          | Barcelona       | [ 2 ]  |
| 2012–13 | Lionel Messi          | Barcelona       | [ 3 ]  |
| 2013–14 | Cristiano Ronaldo     | Real Madrid     | [ 4 ]  |
| 2014–15 | Lionel Messi          | Barcelona       | [ 5 ]  |
| 2015–16 | Antoine Griezmann     | Atlético Madrid | [ 6 ]  |
| 2016–17 | Lionel Messi          | Barcelona       | [ 7 ]  |
| 2017–18 | Lionel Messi          | Barcelona       | [ 8 ]  |
| 2018–19 | Lionel Messi          | Barcelona       | [ 9 ]  |
| 2019–20 | Karim Benzema         | Real Madrid     | [ 10 ] |
| 2020–21 | Jan Oblak             | Atlético Madrid | [ 11 ] |
| 2021–22 | Karim Benzema         | Real Madrid     | [ 12 ] |
| 2022–23 | Marc-André ter Stegen | Barcelona       | [ 13 ] |
| 2023–24 | Jude Bellingham       | Real Madrid     | [ 14 ] |
| 2024–25 | Raphinha              | Barcelona       | [ 15 ] |

### A szezon kapusa
| Szezon  | Díjazott              | Klub            | Hiv.  |
| ------- | --------------------- | --------------- | ----- |
| 2008–09 | Iker Casillas         | Real Madrid     | [ 2 ] |
| 2009–10 | Víctor Valdés         | Barcelona       | [ 2 ] |
| 2010–11 | Víctor Valdés         | Barcelona       | [ 2 ] |
| 2011–12 | Iker Casillas         | Real Madrid     | [ 2 ] |
| 2012–13 | Thibaut Courtois      | Atlético Madrid | [ 3 ] |
| 2013–14 | Keylor Navas          | Levante         | [ 4 ] |
| 2014–15 | Claudio Bravo         | Barcelona       | [ 5 ] |
| 2015–16 | Jan Oblak             | Atlético Madrid | [ 6 ] |
| 2016–17 | Jan Oblak             | Atlético Madrid |       |
| 2017–18 | Jan Oblak             | Atlético Madrid |       |
| 2018–19 | Jan Oblak             | Atlético Madrid |       |
| 2019–20 | Thibaut Courtois      | Real Madrid     |       |
| 2020–21 | Jan Oblak             | Atlético Madrid |       |
| 2021–22 | Yassine Bounou        | Sevilla         |       |
| 2022–23 | Marc-André ter Stegen | Barcelona       |       |
| 2023–24 | Unai Simón            | Athletic Bilbao |       |

### A szezon menedzsere
| Szezon  | Díjazott      | Klub            | Hiv.   |
| ------- | ------------- | --------------- | ------ |
| 2008–09 | Pep Guardiola | Barcelona       | [ 2 ]  |
| 2009–10 | Pep Guardiola | Barcelona       | [ 2 ]  |
| 2010–11 | Pep Guardiola | Barcelona       | [ 2 ]  |
| 2011–12 | Pep Guardiola | Barcelona       | [ 2 ]  |
| 2012–13 | Diego Simeone | Atlético Madrid | [ 3 ]  |
| 2013–14 | Diego Simeone | Atlético Madrid | [ 4 ]  |
| 2014–15 | Luis Enrique  | Barcelona       | [ 5 ]  |
| 2015–16 | Diego Simeone | Atlético Madrid | [ 6 ]  |
| 2023–24 | Míchel        | Girona          | [ 16 ] |
| 2024–25 | Hansi Flick   | Barcelona       | [ 17 ] |

### A szezon afrikai játékosa
| Szezon  | Díjazott         | Klub            | Hiv.   |
| ------- | ---------------- | --------------- | ------ |
| 2013–14 | Yacine Brahimi   | Granada         | [ 4 ]  |
| 2014–15 | Sofiane Feghouli | Valencia        | [ 5 ]  |
| 2021–22 | Yassine Bounou   | Sevilla         | [ 18 ] |
| 2022–23 | Samuel Chukwueze | Villarreal      | [ 19 ] |
| 2023–24 | Iñaki Williams   | Athletic Bilbao | [ 20 ] |
| 2024–25 | Iñaki Williams   | Athletic Bilbao | [ 21 ] |

### A szezon U23-as játékosa
| Szezon  | Díjazott     | Klub      | Hiv.   |
| ------- | ------------ | --------- | ------ |
| 2023–24 | Lamine Yamal | Barcelona | [ 22 ] |
| 2024–25 | Lamine Yamal | Barcelona | [ 23 ] |

### A szezon gólja
| Szezon  | Díjazott          | Klub          | Eredmény | Ellenfél        | Dátum            | Hiv.   |
| ------- | ----------------- | ------------- | -------- | --------------- | ---------------- | ------ |
| 2013–14 | Cristiano Ronaldo | Real Madrid   | 2–2      | Valencia        | 2014. május 4.   | [ 4 ]  |
| 2023–24 | Jesús Areso       | Osasuna       | 3–2      | Getafe          | 2024. január 21. | [ 24 ] |
| 2024–25 | Luka Sučić        | Real Sociedad | 1–1      | Atlético Madrid | 2024. október 6. | [ 25 ] |

### A szezon védése
| Szezon  | Díjazott  | Klub            | Ellenfél      | Dátum            | Hiv.   |
| ------- | --------- | --------------- | ------------- | ---------------- | ------ |
| 2024–25 | Jan Oblak | Atlético Madrid | Real Sociedad | 2024. október 6. | [ 26 ] |

### A szezon csapata
| Szezon  | Kategória                          | Kategória | Kategória | Kategória |
| Szezon  | Kapus                              | Védő | Középpályás | Csatár |
| ------- | ---------------------------------- | --- | --- | --- |
| 2013–14 | Thibaut Courtois (Atlético Madrid) | Juanfran (Atlético Madrid) Aymeric Laporte (Athletic Bilbao) Diego Godín (tlético Madrid) Filipe Luís (Atlético Madrid)                | Ander Iturraspe (Athletic Bilbao) Gabi (Atlético Madrid) Koke (Atlético Madrid) Ivan Rakitić (Sevilla)                            | Diego Costa (Atlético Madrid) Cristiano Ronaldo (Real Madrid)                                                                           |
| 2014–15 | Claudio Bravo (Barcelona)          | Dani Alves (Barcelona) Nicolás Otamendi (Valencia) Gerard Piqué (Barcelona) Jordi Alba (Barcelona)                                     | Grzegorz Krychowiak (Sevilla) Ivan Rakitić (Barcelona) James Rodríguez (Real Madrid)                                              | Cristiano Ronaldo (Real Madrid) Lionel Messi (Barcelona) Antoine Griezmann (Atlético Madrid)                                            |
| 2015–16 | Jan Oblak (Atlético Madrid)        | Sergio Ramos (Real Madrid) Diego Godín (Atlético Madrid) Gerard Piqué (Barcelona) Marcelo (Real Madrid)                                | Andrés Iniesta (Barcelona) Sergio Busquets (Barcelona) Luka Modrić (Real Madrid)                                                  | Cristiano Ronaldo (Real Madrid) Lionel Messi (Barcelona) Luis Suárez (Barcelona)                                                        |
| 2021–22 | Thibaut Courtois (Real Madrid)     | Marcos Acuña (Sevilla) David Alaba (Real Madrid) Jules Koundé (Sevilla) Éder Militão (Real Madrid) Ronald Araújo (Barcelona)           | Sergio Canales (Real Betis) Nabil Fekir (Real Betis) Luka Modrić (Real Madrid) Iker Muniain (Athletic Bilbao) Pedri (Barcelona)   | Karim Benzema (Real Madrid) Raúl de Tomás Espanyol) João Félix (Atlético Madrid) Vinícius Júnior (Real Madrid)                          |
| 2022–23 | Marc-André ter Stegen (Barcelona)  | Nahuel Molina (Atlético Madrid) Jules Koundé (Barcelona) Éder Militão (Real Madrid) David García (Osasuna) Alejandro Balde (Barcelona) | Gabri Veiga (Celta Vigo) Federico Valverde (Real Madrid) Mikel Merino (Real Sociedad) Pedri (Barcelona) Luka Modrić (Real Madrid) | Antoine Griezmann (Atlético Madrid) Karim Benzema (Real Madrid) Robert Lewandowski (Barcelona) Vinícius Júnior (Real Madrid)            |
| 2023–24 | Unai Simón (Athletic Bilbao)       | Dani Carvajal (Real Madrid) Antonio Rüdiger (Real Madrid) Ronald Araújo (Barcelona) Miguel Gutiérrez (Girona)                          | Jude Bellingham (Real Madrid) Federico Valverde (Real Madrid) Isco (Real Betis) İlkay Gündoğan (Barcelona) Aleix García (Girona)  | Antoine Griezmann (Atlético Madrid) Artem Dovbyk (Girona) Savinho (Girona) Robert Lewandowski (Barcelona) Vinícius Júnior (Real Madrid) |
| 2024–25 | Joan García (Espanyol)             | Antonio Rüdiger (Real Madrid) Iñigo Martínez (Barcelona) Daniel Vivian (Athletic Bilbao)                                               | Álex Baena (Villarreal) Federico Valverde (Real Madrid) Jude Bellingham (Real Madrid) Pedri (Barcelona)                           | Lamine Yamal (Barcelona) Raphinha (Barcelona) Kylian Mbappé (Real Madrid)                                                               |

## Megszűnt díjak

### Legjobb csatár
| Szezon  | Díjazott          | Klub        | Hiv.  |
| ------- | ----------------- | ----------- | ----- |
| 2008–09 | Lionel Messi      | Barcelona   | [ 2 ] |
| 2009–10 | Lionel Messi      | Barcelona   | [ 2 ] |
| 2010–11 | Lionel Messi      | Barcelona   | [ 2 ] |
| 2011–12 | Lionel Messi      | Barcelona   | [ 2 ] |
| 2012–13 | Lionel Messi      | Barcelona   | [ 3 ] |
| 2013–14 | Cristiano Ronaldo | Real Madrid | [ 4 ] |
| 2014–15 | Lionel Messi      | Barcelona   | [ 5 ] |
| 2015–16 | Lionel Messi      | Barcelona   | [ 6 ] |

### Legjobb támadó középpályás
| Szezon  | Díjazott       | Klub      | Hiv.  |
| ------- | -------------- | --------- | ----- |
| 2008–09 | Andrés Iniesta | Barcelona | [ 2 ] |
| 2009–10 | Jesús Navas    | Sevilla   | [ 2 ] |
| 2010–11 | Andrés Iniesta | Barcelona | [ 2 ] |
| 2011–12 | Andrés Iniesta | Barcelona | [ 2 ] |
| 2012–13 | Andrés Iniesta | Barcelona | [ 3 ] |
| 2013–14 | Andrés Iniesta | Barcelona | [ 4 ] |

### Legjobb középpályás
| Szezon  | Díjazott           | Klub          | Hiv.  |
| ------- | ------------------ | ------------- | ----- |
| 2008–09 | Xavi               | Barcelona     | [ 2 ] |
| 2009–10 | Xavi               | Barcelona     | [ 2 ] |
| 2010–11 | Xavi               | Barcelona     | [ 2 ] |
| 2011–12 | Xabi Alonso        | Real Madrid   | [ 2 ] |
| 2012–13 | Asier Illarramendi | Real Sociedad | [ 3 ] |
| 2013–14 | Luka Modrić        | Real Madrid   | [ 4 ] |
| 2014–15 | James Rodríguez    | Real Madrid   | [ 5 ] |
| 2015–16 | Luka Modrić        | Real Madrid   | [ 6 ] |

### Legjobb védő
| Szezon  | Díjazott     | Klub            | Hiv.  |
| ------- | ------------ | --------------- | ----- |
| 2008–09 | Dani Alves   | Barcelona       | [ 2 ] |
| 2009–10 | Gerard Piqué | Barcelona       | [ 2 ] |
| 2010–11 | Éric Abidal  | Barcelona       | [ 2 ] |
| 2011–12 | Sergio Ramos | Real Madrid     | [ 2 ] |
| 2012–13 | Sergio Ramos | Real Madrid     | [ 3 ] |
| 2013–14 | Sergio Ramos | Real Madrid     | [ 4 ] |
| 2014–15 | Sergio Ramos | Real Madrid     | [ 5 ] |
| 2015–16 | Diego Godín  | Atlético Madrid | [ 6 ] |

### Fair Play-díj
| Szezon  | Díjazott            | Klub                | Hiv.  |
| ------- | ------------------- | ------------------- | ----- |
| 2008–09 | Juan Carlos Valerón | Deportivo La Coruña | [ 2 ] |
| 2009–10 | Marcos Senna        | Villarreal          | [ 2 ] |
| 2010–11 | Alberto Rivera      | Sporting Gijón      | [ 2 ] |
| 2011–12 | Carles Puyol        | Barcelona           | [ 2 ] |
| 2012–13 | Iker Casillas       | Real Madrid         | [ 3 ] |
| 2013–14 | Ivan Rakitić        | Sevilla             | [ 4 ] |

### Áttörést elérő játékos
| Szezon  | Díjazott           | Klub            | Hiv.  |
| ------- | ------------------ | --------------- | ----- |
| 2008–09 | Sergio Busquets    | Barcelona       | [ 2 ] |
| 2009–10 | Pedro              | Barcelona       | [ 2 ] |
| 2010–11 | Iker Muniain       | Athletic Bilbao | [ 2 ] |
| 2011–12 | Isco               | Málaga          | [ 2 ] |
| 2012–13 | Asier Illarramendi | Real Sociedad   | [ 3 ] |
| 2013–14 | Rafinha            | Celta Vigo      | [ 4 ] |
| 2015–16 | Marco Asensio      | Espanyol        | [ 6 ] |

### Legjobb amerikai játékos
| Szezon  | Díjazott     | Klub      | Hiv.  |
| ------- | ------------ | --------- | ----- |
| 2013–14 | Carlos Bacca | Sevilla   | [ 4 ] |
| 2014–15 | Neymar       | Barcelona | [ 5 ] |

### Fans' Five-Star Player
| Szezon  | Díjazott          | Klub            | Hiv.  |
| ------- | ----------------- | --------------- | ----- |
| 2014–15 | Cristiano Ronaldo | Real Madrid     | [ 5 ] |
| 2015–16 | Antoine Griezmann | Atlético Madrid | [ 6 ] |

### Egyebek
A következő díjakat csak egyszer adták át:
| Szezon  | Díj                   | Díjazott          | Klub        | Hiv.  |
| ------- | --------------------- | ----------------- | ----------- | ----- |
| 2012–13 | Legértékesebb játékos | Cristiano Ronaldo | Real Madrid | [ 3 ] |
| 2015–16 | World Player          | Luis Suárez       | Barcelona   | [ 6 ] |